# جيم هودجز
جيم هودجز (بالإنجليزية: Jim Hodges) (و. 1956  م) هو سياسي أمريكي، ولد في لانكستر، هو عضوٌ في الحزب الديمقراطي الأمريكي.

## مناصب
- تولى منصب حاكم كارولينا الجنوبية (13 يناير 1999–15 يناير 2003).

- عضو مجلس نواب كارولاينا الجنوبية.

## التعليم
تعلم في كلية ديفيدسون ‏، وجامعة كارولاينا الجنوبية.